# Sjøvassbotn
Sjøvassbotn (nordsamiska: Vuotnasiida) är en by i Tromsø kommun i Troms fylke i norra Norge. Orten ligger vid fylkesväg 7900, längst inne vid Sørfjorden, den södra delen av Ullsfjorden.
Orten har tidigare tillhört dåvarande Ullsfjords kommun.